# Alexander Bullet
El Alexander Bullet o Alexander Eaglerock Bullet fue un monoplano de cabina cerrada y ala baja que fue una desviación respecto a los tradicionales aviones biplanos de la época. Construido por la estadounidense Alexander en los años 20 del siglo XX.

## Desarrollo y diseño
El Bullet fue construido al comienzo de la Gran Depresión. El dueño de la compañía, J. Don Alexander, dijo que se inspiró en cómo los patos recogen sus patas para construir un avión equipado con tren de aterrizaje retráctil. El avión experimentó problemas de estabilidad en las pruebas de barrenas, muriendo dos pilotos. Pocas órdenes fueron entregadas.
El Bullet era un avión de cabina cerrada de ala baja, con tren de aterrizaje convencional retráctil. El fuselaje fue construido con tubería de acero soldada y las alas lo fueron con largueros y costillas de madera, todo con recubrimiento de tela.

## Historia operacional
Un Alexander Bullet compitió en las National Air Races de 1929. La piloto Jessie "Chubbie" Keith-Miller ganó dos carreras aéreas transcontinentales pilotando un Alexander Bullet.

## Variantes
C1 Bullet
Motorizado con un Wright J-6 Whirlwind, 2 construidos.
C3 Bullet
Motorizado con un Kinner K-5, 1 construido.
C7 Bullet
Aerodinámicamente mejorado, emitido el certificado de tipo ATC 318 el 6 de mayo de 1930, 1 construido.

## Especificaciones (Bullet C-3)
Referencia datos: Flying Magazine

### Características generales
- Tripulación: Uno (piloto)
- Capacidad: Tres pasajeros
- Longitud: 6,6 m (21,7 ft)
- Envergadura: 11,7 m (38,4 ft)
- Planta motriz: 1× motor radial de 5 cilindros refrigerado por aire Kinner K-5.
  - Potencia: 75 kW (103 HP; 101 CV)

### Rendimiento
- Velocidad máxima operativa (Vno): 209 km/h (130 MPH; 113 kt)
- Alcance: 885 km (478 nmi; 550 mi)
- Techo de vuelo: 3353 m (11 000 ft)